# Saunemin, Illinois
Saunemin là một làng thuộc quận Livingston, tiểu bang Illinois, Hoa Kỳ. Năm 2010, dân số của làng này là 420 người.

## Dân số
Dân số qua các năm:
- Năm 2000: 456 người.
- Năm 2010: 420 người.